# Austin Ranney
Austin Ranney (* 23. September 1920 in Courtland, New York; † 24. Juli 2006 in Berkeley) war ein US-amerikanischer Politikwissenschaftler, der als Professor an der University of California, Berkeley lehrte und 1974/75 als Präsident der American Political Science Association (APSA) amtierte.
Ranney machte seinen Master-Abschluss University of Oregon und wurde 1948 an der Yale University zum Ph.D. promoviert. Schon ab 1946 war er Dozent an der University of Illinois und wurde dort 1959 Professor für Politikwissenschaft. 1962 hielt er sich zu Forschungszwecken im Vereinigten Königreich auf, Ergebnis war sein Hauptwerk Pathways to Parliament. Candidate selection in Britain (1965). Anschließend lehrte er von 1963 bis 1976 als Professor an der University of Wisconsin–Madison. Von 1976 bis 1986 war er für den Think Tank American Enterprise Institute tätig. Danach war er Professor in Berkeley, bis er 1991 in Ruhestand ging.
1969 wurde Ranney in die American Academy of Arts and Sciences gewählt.

## Schriften (Auswahl)
- Governing. An introduction to political science. 5. ed. Prentice-Hall International, Englewood Cliffs, Ill. 1990, ISBN 0-13-361833-1.

- Channels of power. The impact of television on American politics. Basic Books, New York 1983, ISBN 0-465-00933-6.
- Curing the mischiefs of faction. Party reform in America. University of California Press, Berkeley 1975, ISBN 0-520-02650-0.
- (mit Hugh A. Bone): Politics and voters. McGraw-Hill, New York 1967 (4. Aufl. 1977).
- Pathways to Parliament. Candidate selection in Britain. University of Wisconsin Press, Madison 1965.
- The governing of men. An introduction to political science. Holt, New York 1958.
- (mit Willmoore Kendall): Democracy and the American party system. Harcourt, Brace, New York 1956.
- The doctrine of responsible party government. Its origins and present state. Univ. of Illinois Press, Urbana, Ill. 1954 (neue Ausgabe 1962).